# 拉德韦兹里维耶尔
拉德韦兹里维耶尔（法語：Ladevèze-Rivière，法語發音：[ladvɛz ʁivjɛʁ]）是法国热尔省的一个市镇，属于米朗德区。

## 地理
拉德韦兹里维耶尔（43°33'7"N, 0°4'25"E）面积13.54 平方千米，位于法国奧克西塔尼大區热尔省，该省份为法国西南部内陆省份，北起顺时针与洛特-加龙省、塔恩-加龙省、上加龙省、上比利牛斯省、大西洋比利牛斯省和朗德省接壤。
与拉德韦兹里维耶尔接壤的市镇（或旧市镇、城区）包括：阿尔芒蒂约、博马尔谢、瑞亚克、拉德韦兹城、圣奥尼朗格罗。

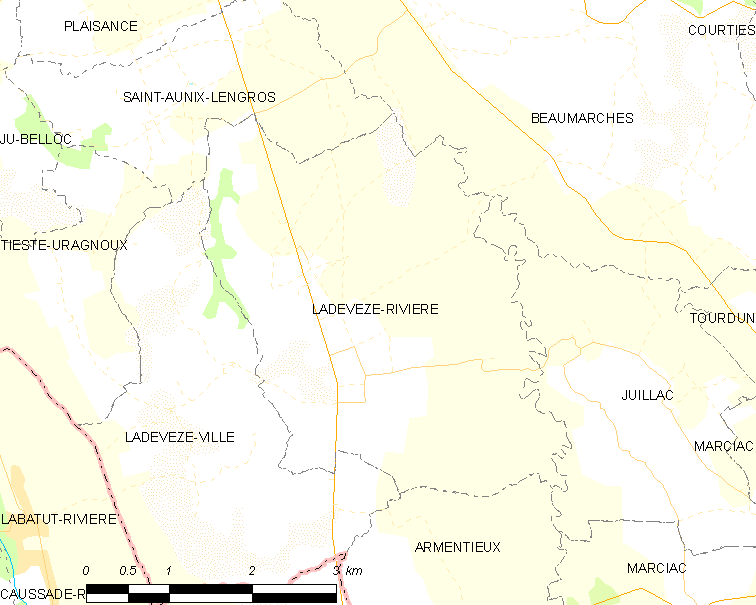
拉德韦兹里维耶尔的OSM定位图

拉德韦兹里维耶尔的时区为UTC+01:00、UTC+02:00（夏令时）。

## 行政
拉德韦兹里维耶尔的邮政编码为32230，INSEE市镇编码为32174。

## 政治
拉德韦兹里维耶尔所属的省级选区为帕尔迪亚克-下河县。

## 人口

1962-2008年间拉德韦兹里维耶尔人口变化图示

拉德韦兹里维耶尔于2022年1月1日时的人口数量为220人。